# 唐·迈内克
唐·迈内克（英語：Don Meineke，1930年10月30日—2013年9月3日），美国NBA联盟职业篮球运动员。